# Hironori Ishikawa
Hironori Ishikawa (石川 大徳, Ishikawa Hironori) est un footballeur japonais né le 6 janvier 1988. Il évolue au poste de milieu de terrain.

## Biographie
Hironori Ishikawa commence sa carrière professionnelle au Mito HollyHock, club de J-League 2. Il ne dispute qu'un seul et unique match en championnat avec cette équipe.
En 2010, il signe un contrat en faveur du Sanfrecce Hiroshima, club de J-League 1. Avec cette équipe, il est sacré champion du Japon en 2012. Cette année-là, il dispute 20 matchs en championnat, marquant un but. Il participe dans la foulée à la Coupe du monde des clubs organisée au Japon. Lors de cette compétition, il dispute un match face au club coréen d'Ulsan Hyundai.

## Palmarès
- Champion du Japon en 2012 avec le Sanfrecce Hiroshima